# Высокая Гора (Кировская область)
Высокая Гора — деревня в Вятскополянском районе Кировской области России. Входит в состав Усть-Люгинского сельского поселения.

## Население
| 2010 |
| ---- |
| 72   |

## География
Деревня расположена на крайнем юге области и района, у границы с Удмуртией, на левом берегу реки Ямышка (правый приток Вятки), высота центра села над уровнем моря — 83 м. В деревне 3 улицы, ближайшие деревни — Ямышка в 2,5 км на север и Чемочар в 3,5 км на северо-восток.